# 根ヶ布
根ヶ布（ねかぶ）とは東京都青梅市の地名である。現行行政地名は根ヶ布一丁目及び根ヶ布二丁目。郵便番号は198-0004。

## 概要
青梅市の中央にあり、南側は東青梅、北側は黒沢に通じる。

## 地理
永山丘陵と霞丘陵の境に位置する。根ヶ布川が流れる。

### 地価
住宅地の地価は、2017年（平成29年）の公示地価によれば、根ヶ布2丁目237番214の地点で4万9100円/m2となっている。

## 歴史
「霞村の歴史」を参照。
- 1889年（明治22年）4月1日 - 町村制施行により、大門村、野上村、吹上村、塩船村、谷野村、木野下村、今寺村、根ヶ布村、師岡村、新町村、今井村、藤橋村が合併し神奈川県西多摩郡霞村が成立する。根ヶ布村は大字根ヶ布となる。
- 1893年（明治26年）4月1日 - 西多摩郡が南多摩郡、北多摩郡とともに東京府へ編入する。
- 1943年（昭和18年）7月1日 - 東京都制施行。
- 1951年（昭和26年）4月1日 - 青梅町、調布村との合併により青梅市が発足。霞村は消滅。大字根ヶ布は霞地区（後に東青梅地区）に属する。
- 1970年（昭和45年）7月 - 東青梅地区の一部に町区域指定、町名変更実施。黒沢の一部を根ヶ布二丁目に編入[7]。

## 世帯数と人口
2018年（平成30年）1月1日現在の世帯数と人口は以下の通りである。
| 丁目         | 世帯数    | 人口    |
| ------------ | --------- | ------- |
| 根ヶ布一丁目 | 413世帯   | 878人   |
| 根ヶ布二丁目 | 769世帯   | 1,431人 |
| 計           | 1,182世帯 | 2,309人 |

## 小・中学校の学区
市立小・中学校に通う場合、学区は以下の通りとなる。
| 丁目         | 番地 | 小学校             | 中学校             |
| ------------ | ---- | ------------------ | ------------------ |
| 根ヶ布一丁目 | 全域 | 青梅市立第四小学校 | 青梅市立吹上中学校 |
| 根ヶ布二丁目 | 全域 | 青梅市立第四小学校 | 青梅市立吹上中学校 |

## 交通

### 道路
- 東京都道28号（成木街道）

### バス
- 西武バス
- 東京都交通局

## 主な施設
- 多摩団地
- 根ヶ布スポーツ広場
- 青梅の森
- ムササビ広場
- 谷津公園
- 根ヶ布2丁目児童遊園
- 青梅市学校給食センター根ヶ布調理場
- 多摩リハビリテーション学院
- 青梅ゴルフ俱楽部
- 精興社
- 虎柏神社
- 高峯神社
- 谷津稲荷神社
- 天寧寺